# Il racconto dello spenditore
Il racconto dello spenditore o dell'economo (The Manciple's Tale) è una novella tratta da I racconti di Canterbury di Geoffrey Chaucer, contenuto nel frammento IX (H), ed ha per tema la favola dell'uccello ciarliero, forse originata in Oriente e diffusa poi in Europa tramite le Metamorfosi di Ovidio. La sua data di composizione è incerta, ma si tende a collocarlo fra le prime composizioni della serie di Canterbury.

## Trama

### Prologo
Il prologo è ambientato nel piccolo borgo Bop-up-and-down, vicino al bosco di Blean sulla strada per Canterbury. L'Oste chiede al Cuoco di raccontare la sua novella ma questi non si sente in grado a causa del troppo vino bevuto. Sarà l'economo ad offrirsi di raccontare la sua storia. 

### Il racconto
Febo l'arciere possedeva un corvo bianco al quale aveva insegnato a parlare e cantare. Il corvo, dopo aver assistito all'adulterio della moglie di Febo, racconta tutto all'arciere. Febo colto dall'ira uccide sua moglie con una freccia, ma subito dopo se ne pente ed inizia a imprecare contro il corvo, colpevole di averlo indotto all'omicidio, e lo maledice. Secondo la storia da quel giorno i corvi persero le piume bianche e la parola, diventarono neri e cominciarono a gracchiare.

### Epilogo
Nella parte conclusiva del racconto l'Economo ammonisce i presenti, affinché si astengano dal parlare sconsideratamente.